# Glochidion marchionicum
Glochidion marchionicum är en emblikaväxtart som beskrevs av Forest Buffen Harkness Brown. Glochidion marchionicum ingår i släktet Glochidion och familjen emblikaväxter. IUCN kategoriserar arten globalt som livskraftig.
Artens utbredningsområde är Marquesasöarna. Inga underarter finns listade i Catalogue of Life.